# J. R. Ramirez
J. R. Ramirez (Matanzas, 8 ottobre 1980) è un attore cubano.

## Biografia
Nato a Cuba, si trasferisce appena neonato con la famiglia a Tampa, in Florida. Conosciuto per il ruolo di Julio in Power, ricorrente nella prima stagione, ne diventa membro fisso a partire dalla seconda.
Nel 2018 intraprende una relazione con la collega Melissa Roxburgh, conosciuta sul set della serie tv Manifest. I due si separano per un breve periodo di tempo nel 2021, per poi tornare insieme nel 2022.

## Filmografia

### Cinema
- Tinslestars, regia di Michelle Mellgren (2009)
- I Will Follow, regia di Ava DuVernay (2010)
- The Coalition, regia di Monica Mingo (2012)
- Drunk Wedding, regia di Nick Weiss (2015)
- Sun Dogs, regia di Jennifer Morrison (2017)
- Lazy Susan, regia di Nick Peet (2020)

### Cortometraggi
- Life Starts Tomorrow, regia di Tom Murphy (2013)

### Televisione
- House of Payne – serie TV, 10 episodi (2008-2010)
- 24 – serie TV, episodi 8x03 e 8x08 (2010)
- Hacienda Heights – serie TV, episodio 2x01 (2010)
- Amiche nemiche (GCB) – serie TV, episodio 1x10 (2012)
- 90210 – serie TV, episodio 5x10 (2013)
- Emily Owens M.D. – serie TV, episodi 1x10, 1x11 e 1x12 (2013)
- Arrow – serie TV, 4 episodi (2014-2015)
- Power – serie TV, 36 episodi (2014-2017)
- Rosewood – serie TV, episodio 1x20 (2016)
- NCIS: New Orleans – serie TV, episodio 4x16 (2018)
- Jessica Jones – serie TV, 11 episodi (2018-2019)
- Manifest – serie TV, 62 episodi (2018-2023)

## Doppiatori italiani
Nelle versioni in italiano delle opere in cui ha recitato, J.R. Ramirez è stato doppiato da:
- Gabriele Sabatini in Power, Pulse
- Nanni Baldini in Rosewood
- Emanuele Ruzza in Arrow
- Stefano Andrea Macchi in Jessica Jones
- Stefano Crescentini in Manifest